# Hare Krishna (mantra)

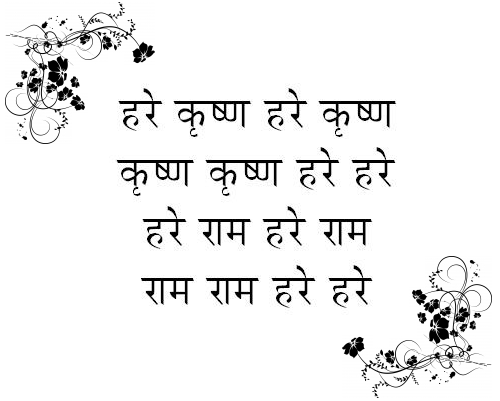
Hare Krishna (Maha Mantra) skrivet på Devanagari (devanāgarī)

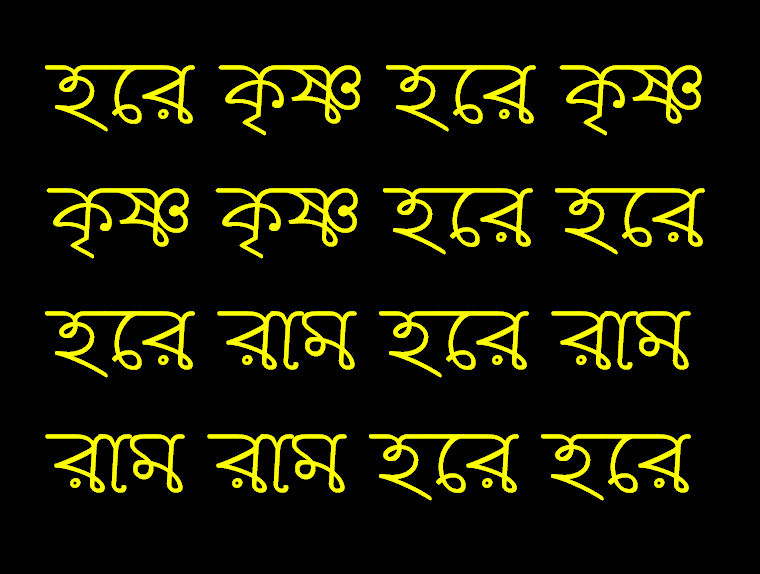
Hare Krishna (Maha Mantra) skrivet på Bengali

Mantrat Hare Krishna, som också pietetsfullt kallas för Maha Mantra ("Stora Mantrat"), är en 16-ords Vaishnava mantra som nämns i Kali-Santarana Upanishad, och som från 1600-talet fick ökad betydelse för Bhakti-rörelsen efter vad som predikades av Chaitanya Mahaprabhu. Detta mantra är sammansatt av två namn för det högsta väsendet på Sanskrit, "Krishna" och "Rama".
Sedan 1960-talet har mantrat gjorts väl känt utanför Indien av A. C. Bhaktivedanta Swami Prabhupada och hans rörelse, International Society for Krishna Consciousness (allmänt känt som "Hare Krishna").

## Mantra

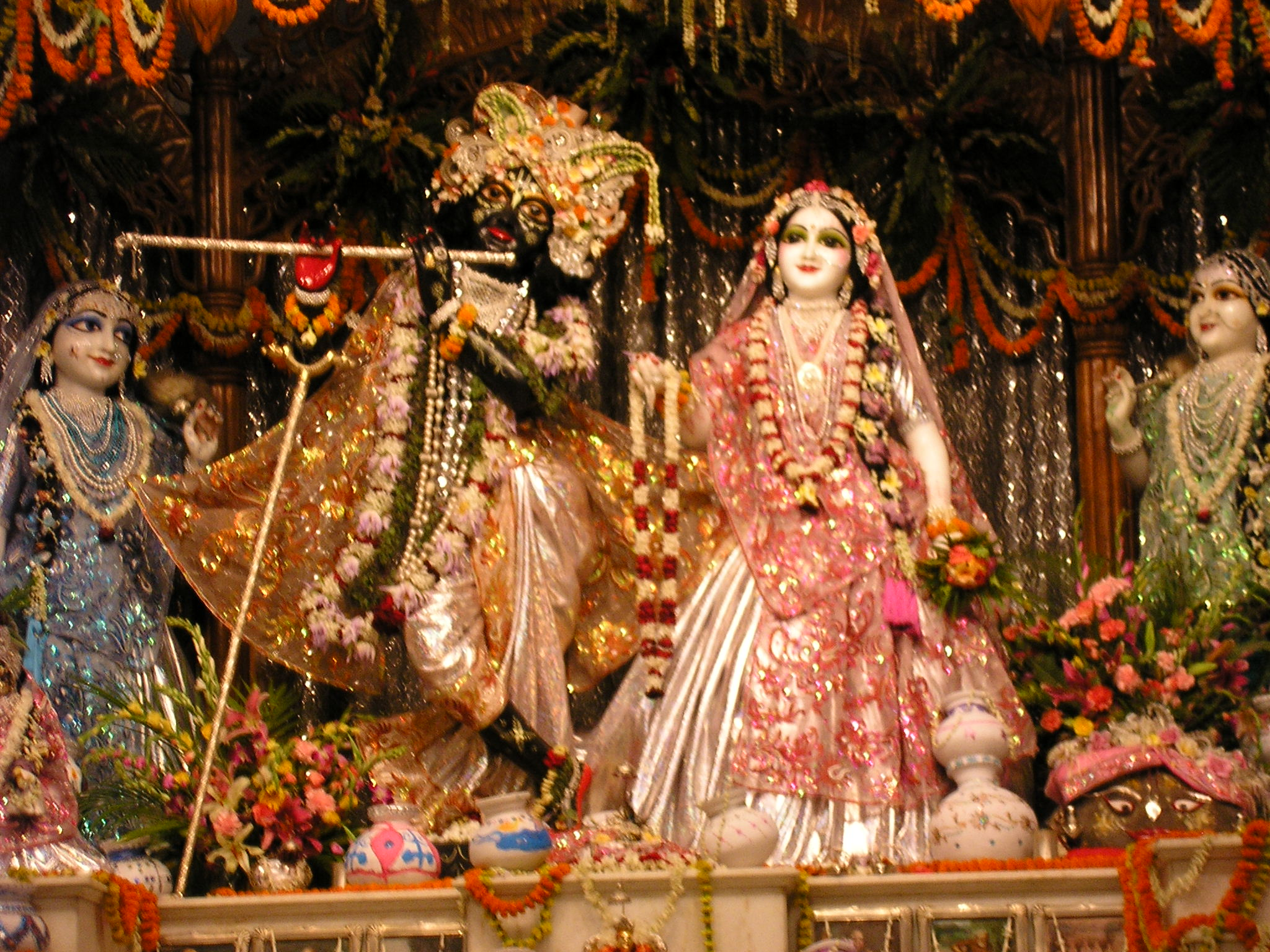
"Hare Krishna Hare Krishna,
Krishna Krishna Hare Hare,
Hare Rama Hare Rama,
Rama Rama Hare Hare"

Hare Krishna-mantrat består av två namn på Sanskrit, singular vokativt kasus: Hare, Krishna, och Rama (i angliserad stavning).
Hare Kṛṣṇa Hare Kṛṣṇa

Kṛṣṇa Kṛṣṇa Hare Hare

Hare Rāma Hare Rāma

Rāma Rāma Hare Hare

## Hippiekulturen
I slutet av 1960-talet och början av 1970-talet blev Hare Krishna förknippat med hippierörelsens kultur. Detta var en felaktig association, eftersom dessa gruppers ideal är ganska olika. Även om Prabhupada ansåg att vem som helst kunde bli en medlem av Hare Krishna, var de tvungna att följa de fyra reglerande principerna, varav en är strikt avhållsamhet från berusningsmedel, inklusive cannabis.
I broadwaymusikalen Hair framförs låten "Hare Krishna", som citerat mantrat, tillsammans med ytterligare textrader.